# Яберг
Яберг (нім. Jaberg) — громада  в Швейцарії в кантоні Берн, адміністративний округ Берн-Міттельланд.

## Географія
Громада розташована на відстані близько 18 км на південний схід від Берна.
Яберг має площу 1,3 км², з яких на 18,8% дозволяється будівництво (житлове та будівництво доріг), 53,1% використовуються в сільськогосподарських цілях, 23,4% зайнято лісами, 4,7% не є продуктивними (річки, льодовики або гори).

## Демографія
2019 року в громаді мешкало 298 осіб (+15,1% порівняно з 2010 роком), іноземців було 2,3%. Густота населення становила 227 осіб/км².
За віковим діапазоном населення розподілялося таким чином: 23,5% — особи молодші 20 років, 64,1% — особи у віці 20—64 років, 12,4% — особи у віці 65 років та старші. Було 116 помешкань (у середньому 2,6 особи в помешканні).
Із загальної кількості 87 працюючих 16 було зайнятих в первинному секторі, 54 — в обробній промисловості, 17 — в галузі послуг.